# Ромуалдас Квінтас
Ромуа́лдас Квінтас (Ромуальдас Квінтас, Ромас Квінтас; лит. Romualdas Kvintas, 16 червня 1953, Жагаре — 20 жовтня 2018) — литовський скульптор, автор меморіальних таблиць і нетривіальних за задумом та виконанням пам'ятників, встановлених у Вільнюсі, різних скульптур у містах Литви та інших країн.

## Біографія
У 1975—1981 роках навчався в Мистецькому інституті Литовської РСР (нині Мистецька академія у Вільнюсі). Там само працював старшим викладачем (1982—1990). З 1983 року член Спілки художників Литви.
Помер після тяжкої хвороби.

## Творчість

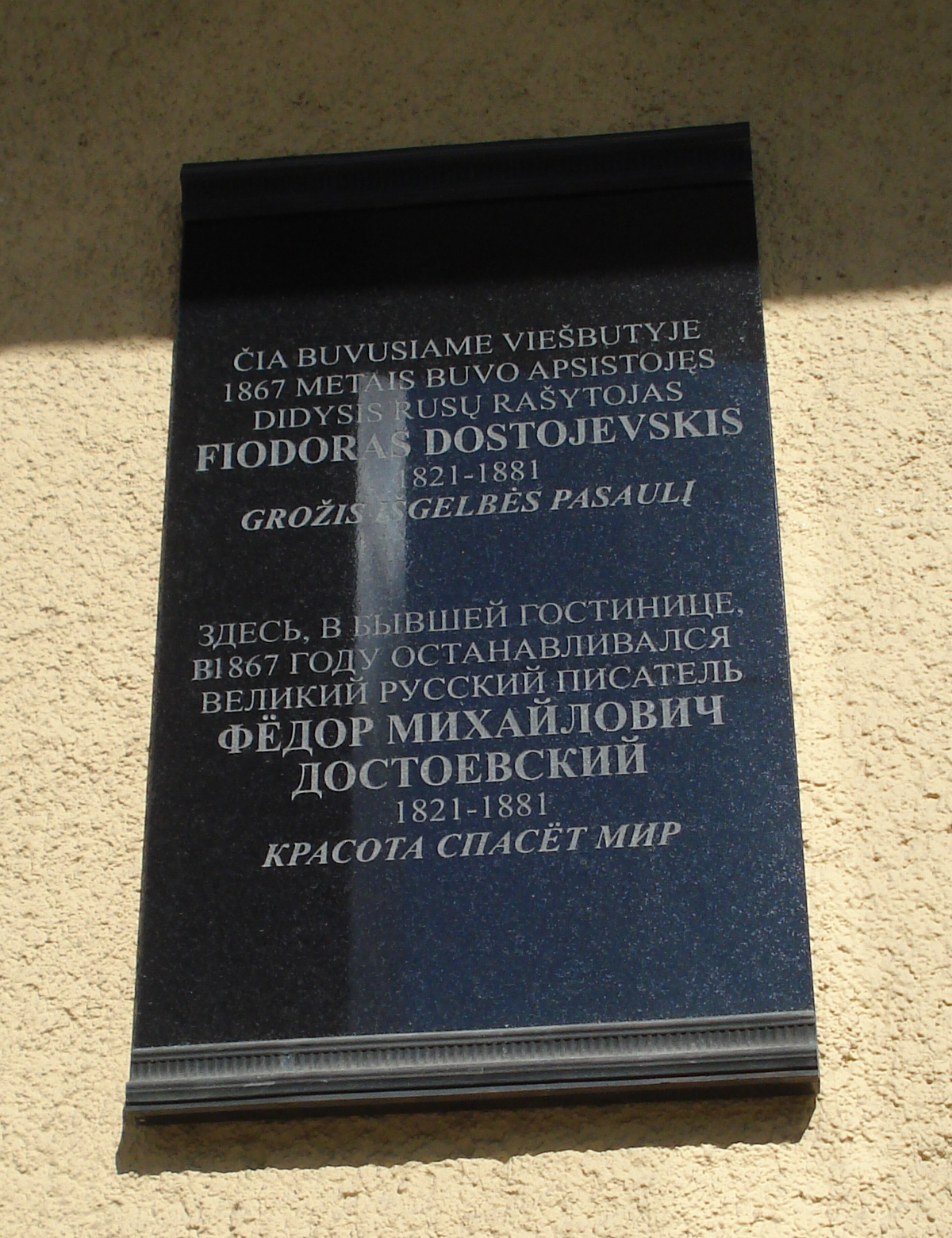
Меморіальна дошка (Вільнюс, вулиця Диджьої 20)

Брав участь у виставках творів малих форм (Вільнюс, 1979) і молодих художників (Москва, 1980), міжнародній виставці нових форм (Чикаго, 1981), у Республіканській виставці молодих художників (Вільнюс, 1981), пізніше у багатьох других виставках у Каунасі, Клайпеді, а також у Чехословаччині (1983, 1985), Італії (1989), Німеччині (1989, 1990, 1991), Швейцарії (1990), Франції (1996).
Персональні виставки пройшли у Вільнюсі (1994, 1997, 2002, 2003), Цюріху (2000—2001), Клайпеді (2001, 2004).
Скульптурні твори встановлені у Тракаї, у Вільнюсі (зокрема, в Бібліотеці Адама Міцкевича), Каунасі та інших містах Литви, а також у Фанано (Італія), Амстердамі (Нідерланди). Роботи перебувають у приватних колекціях, придбані Литовським мистецьким музеєм, Третьяковською галереєю.
Автор меморіальних таблиць у Вільнюсі, які увіковічнюють діяльність або перебування у місті — доцента кафедри хорового диригування Вільнюської консерваторії і керівника відомого хору «Ажуолюкас» Германа Перельштейна, художника Фердинанда Рущиця (1870—1936) та інших видатних діячів культури.
Меморіальна таблиця за ініціативою Польського інституту була встановлена 11 червня 1999 року на будинку по вулиці Пилес (Замкова, у радянську добу Горького, Pilies g.), де художник деякий час жив.
17 жовтня 2005 року на фасаді будинку у Вільнюсі (вулиця Диджьої, 1; так званий «дім Франка») відкрита меморіальна дошка з пісчано-рожевого мармуру з барельєфом ученого роботи скульптора Ромуалдаса Квінтаса на пам'ять мислителя і вченого-медієвіста Л. П. Карсавіна.
12 грудня 2006 року була відкрита меморіальна дошка на честь знаменитого російського письменника Ф. М. Достоєвського на будинку на вулиці Диджьої, 20 (Велика, у радянську добу Горького, Didžioji g.). На тому місці спочатку перебував готель, у якому у квітні 1867 року проїздом до Німеччини зупинявся Достоєвський з А. Г. Достоєвською.
16 травня 2007 року у Старому місті Вільнюса біля перехрестя вулиць Месиню і Диснос прем'єр-міністр Литви Ґядімінас Кіркілас і скульптор Ромас Квінтас відкрили пам'ятник «Громадянину Вільнюса доктору Цемаху Шабаду, прототипу доброго лікаря Айболіта». Пам'яток Шабаду збудований за ініціативою Фонду литваків. Невисокий пам'ятник (фігура доктора у старомодній шляпі 1,70 м) зображує Шабада і дівчинку з кішкою на руках. Цемах Шабад (1864—1935) був відомим і популярним лікарем і великим громадським діячем. Під час приїздів до Вільно перед Першою світовою війною в його домі зупинився Корней Чуковский.
22 червня 2007 року у Вільнюсі на вулиці Басанавичяус (колишня Погулянка) був відкритий пам'ятник французькому письменнику Ромену Гарі роботи Ромаса Квінтаса. Бронзова скульптура (створена ще у 2003) зображує автобіографічного героя роману «Обіцянка на світанку» — хлопчика з галошею в руках. Пам'ятник встановлений за ініціативою вільнюського Клубу Ромена Гарі за підтримки залізничної компанії «Летувос гележинкеляй» („Lietuvos geležinkeliai“) і Фонду литваків (Litvakų fondas).
11 листопада 2007 року в Каунісі встановили пам'ятник шансоньє й актору Даніелюсу Дольскісу роботи Квінтіса.
9 вересня 2017 року у зв'язку з 500-річчям початку Реформації у дворі Євангелічно-лютерантської Церкви у Вільнюсі був відкритий пам'ятник Мартину Лютеру роботи Ромуальдаса Квінтаса на невисокому гранітному постаменті у 30 см.